# Schlatt-Haslen
Schlatt-Haslen (toponimo tedesco) è un distretto svizzero di 1 102 abitanti del Canton Appenzello Interno.

## Storia
È stato istituito nel 1873 con la fusione delle rhode soppresse di Schlatt e Rinkenbach (in parte); capoluogo comunale è Haslen. Nel 1877 è stata assegnata a Schlatt-Haslen l'abbazia di Wonnenstein, exclave nel comune di Teufen (Canton Appenzello Esterno).

## Monumenti e luoghi d'interesse

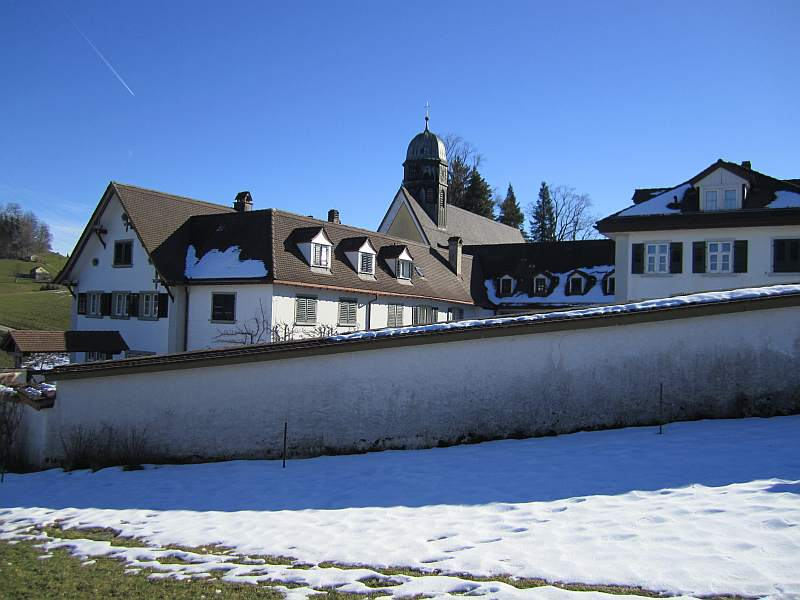
L'abbazia di Wonnenstein

- Abbazia di Wonnenstein, fondata nel 1381[3].

## Società

### Evoluzione demografica
L'evoluzione demografica è riportata nella seguente tabella:
Abitanti censiti

## Amministrazione
Ogni famiglia originaria del luogo fa parte del cosiddetto comune patriziale e ha la responsabilità della manutenzione di ogni bene ricadente all'interno dei confini del comune.